# Capsulia tianmushana
Capsulia tianmushana är en spindelart som först beskrevs av Chen och Song 1987.  Capsulia tianmushana ingår i släktet Capsulia och familjen täckvävarspindlar. Inga underarter finns listade.